# بليز باسكال

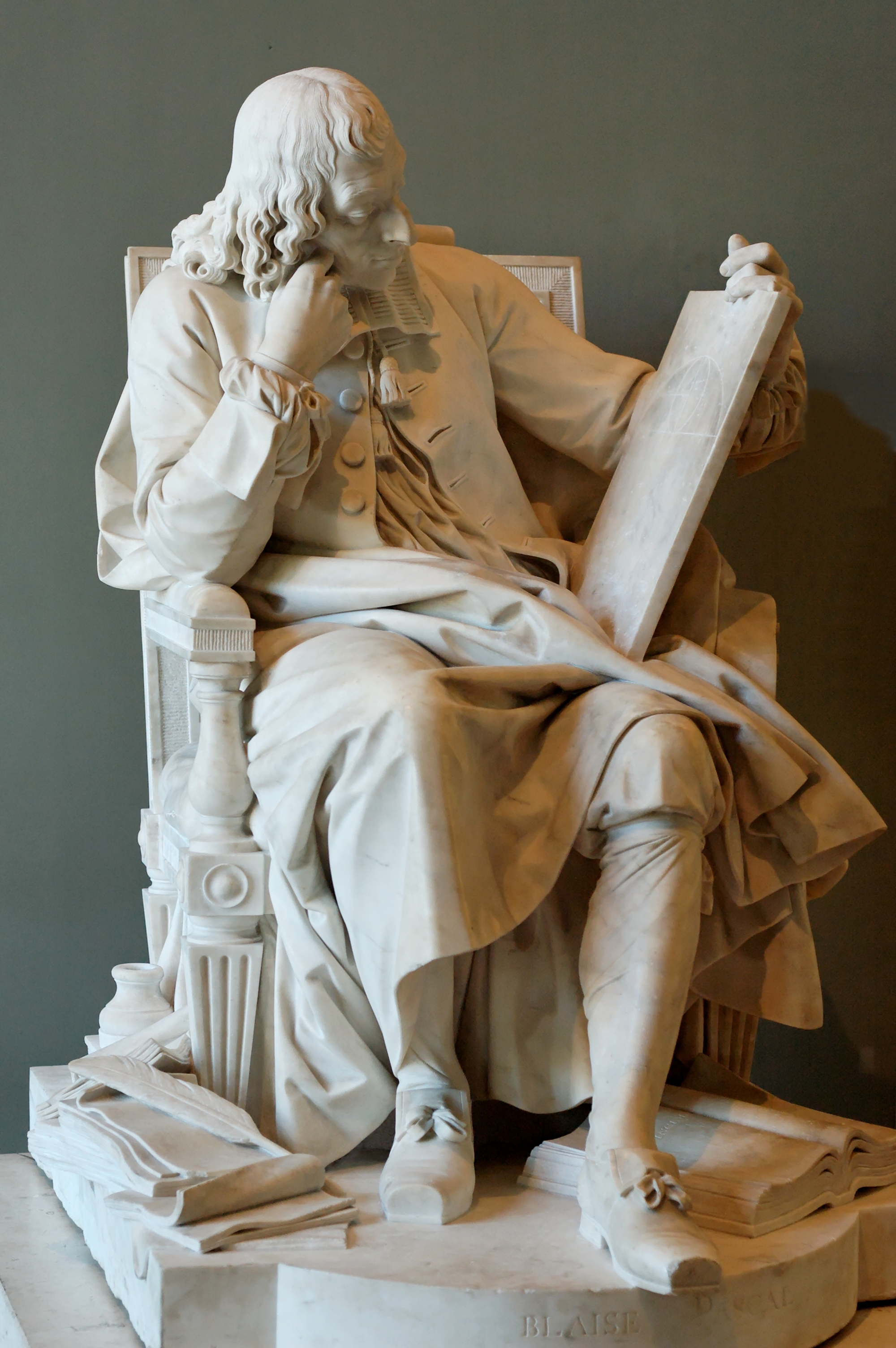
تمثال لباسكال وهو يدرس المتدحرج cycloid قام بعمله أوغستين باجو عام 1785، محفوظ في متحف اللوفر

بليز باسكال (بالإنجليزية: Blaise Pascal)‏؛ (19 يونيو 1623 - 19 أغسطس 1662)، فيزيائي ورياضي وفيلسوف فرنسي اشتهر بتجاربه على السوائل في مجال الفيزياء، وبأعماله الخاصة بنظرية الاحتمالات في الرياضيات هو من اخترع الآلة الحاسبة. استطاع باسكال أن يسهم في إيجاد أسلوب جديد في النثر الفرنسي بمجموعته الرسائل الريفية.
أدَّت أعمال باسكال المهمة في مجال ضغط السوائل إلى إيجاد المبدأ المسمى قانون باسكال، الذي ظهر خلال الخمسينيات من القرن السابع عشر الميلادي. وينص هذا المبدأ على أن السوائل الموجودة في الأوعية المغلقة تنقل الضغوط الواقعة عليها من جهة معينة بشكل متساوي في كافة الجهات، كما يوضح العمليات التي تقوم بها ضاغطات الهواء، والمضخات الفراغية، والرافعات الهيدروليكية، ورافعات السيارات، والمضاغط. ساعدت تجارب باسكال على إثبات أن للهواء وزناً، وأن ضغط الهواء يمكن أن ينتج فراغًا، وبذلك أزال شكوك العلماء في ذلك الوقت في إمكان وجود الفراغ.
وخلال الخمسينيات من القرن السابع عشر الميلادي قدّم باسكال، وعالم الرياضيات الفرنسي بيير دي فيرمات نظرية الاحتمالات، وناقشا بعض تطبيقاتها. وصمّم باسكال عام 1654م تنظيمًا ثلاثيًا من الأرقام يكون فيه كل رقم مساويًا لمجموع الرقمين المجاورين له من جهة اليمين، وعلى جانبه الأيسر في الصف الذي يكون أعلاه مباشرة. ويمكن استخدام هذا التنظيم الذي سمِّي مثلث باسكال في حساب الاحتمالات. انظر: التباديل والتوافيق. واخترع باسكال أيضًا آلة حاسبة تؤدي عمليات الجمع والضرب.

## حياته
وُلد باسكال في مدينة كلير مون ـ فيراند بفرنسا. وقد أظهر نبوغا في الرياضيات منذ أن كان طفلاً. واشتغل في حركة دينية تسمى الجانسينية، وفي أواخر عام 1654م دخل ديرًا من أديرة هذه الجماعة في مدينة بورت ـ رويال. وقد اتهمت المنظمة اليسوعية الجانسينيين بالبدعة، وأدانت قائدهم أنطوني آرنولد. وردًا على هذا الاتهام قام باسكال فورًا بنشر 18 كتيبًا ساخرًا سميت الرسائل الريفية، وقد لاقت شعبية عظيمة في عامي 1656 و1657م.
ظل باسكال يدافع منذ عام 1658م وحتى وفاته عن عقيدته. وقد وُجدت بعض أجزاء من عمله هذا الذي لم يكن قد اكتمل في ذلك الوقت بعد وفاته، وطبع باسم بنسيز. ويعبر هذا العمل عن إيمان باسكال بأن هناك حدودًا للحقائق التي يمكن أن يدركها العقل، وأن الإيمان من القلب بالرسالة المسيحية هو المرشد الرئيسي إلى الحقائق.

## الهندسة الرياضية عند باسكال
فيما عدا الهندسة المتناهية الصغر عالج باسكال الهندسة الإسقاطية كما تناول المخروطيات، وبعدها القطاعات المخروطية. بدأ الاهتمام بالهندسة من عمر الثانية عشرة عندما قرأ كتاب العناصر لأقليدس. وأكمل اهتمامه بشكل رصين منذ السنة 1639 بالنسبة للدائرة والمخروط والكرة والأمكنة الهندسية لنقطة متغيرة. لكن الهندسة التحليلية التي عالجها ديكارت لم يهتم بها باسكال مطلقا.
لكن عمل باسكال الهندسة لم ينل إعجابا في عصره، فقد بقي حتى القرن التاسع عشر حين جاء بننسيليه Poncelet فأظهر أهمية باسكال.

## إنجازاته

### التحليل المتناهي الصغر
كانت له إنجازات عظيمة في هذا المجال، وقد نشر باسكال أعماله في هذا المجال بين سنة 1650 و 1660 أي في آخر فترة حياته، اعتمد قليلاً على ستيفن ورينيه ديكارت وروبرفال وتورتشللي وغيرهم. لكنه سبق نيوتن، ولايبنتز، الذين أخذوا عنه أشياء كثيرة، كما تناول مفهوم الحدود، ومرائل التكامل ومفهوم المثلث المميز المعروف باسمه مثلث باسكال.
قام باسكال بتطبيق كل هذه الأساليب في مسائل عديدة في الرياضيات حينا وفي الفيزياء والميكانيك حينا آخر.

### في الحساب

مثلث باسكال

اهتم بخصائص السلاسل العددية الصحيحة وبالترتيب العددي والأعداد الطبيعية والأعداد المثلثية، ومثلث باسكال وتطبيقاته العديدة.

### في الاحتمالات
يمكننا عن حق القول بأن باسكال هو الذي أسس حساب الاحتمالات. كان هناك احتمالات الألعاب وبعض أنواع التجارة وما شابه إنما لم يكن هناك علم بالمعنى الصحيح يرتكز إلى أصول الرياضيات. ولباسكال برهان طريف يستخدم فيه حساب الإحتمالات ويوضح من خلاله أن عاقبة الإيمان أفضل من عاقبة الكفر.

### الآلة الحاسبة

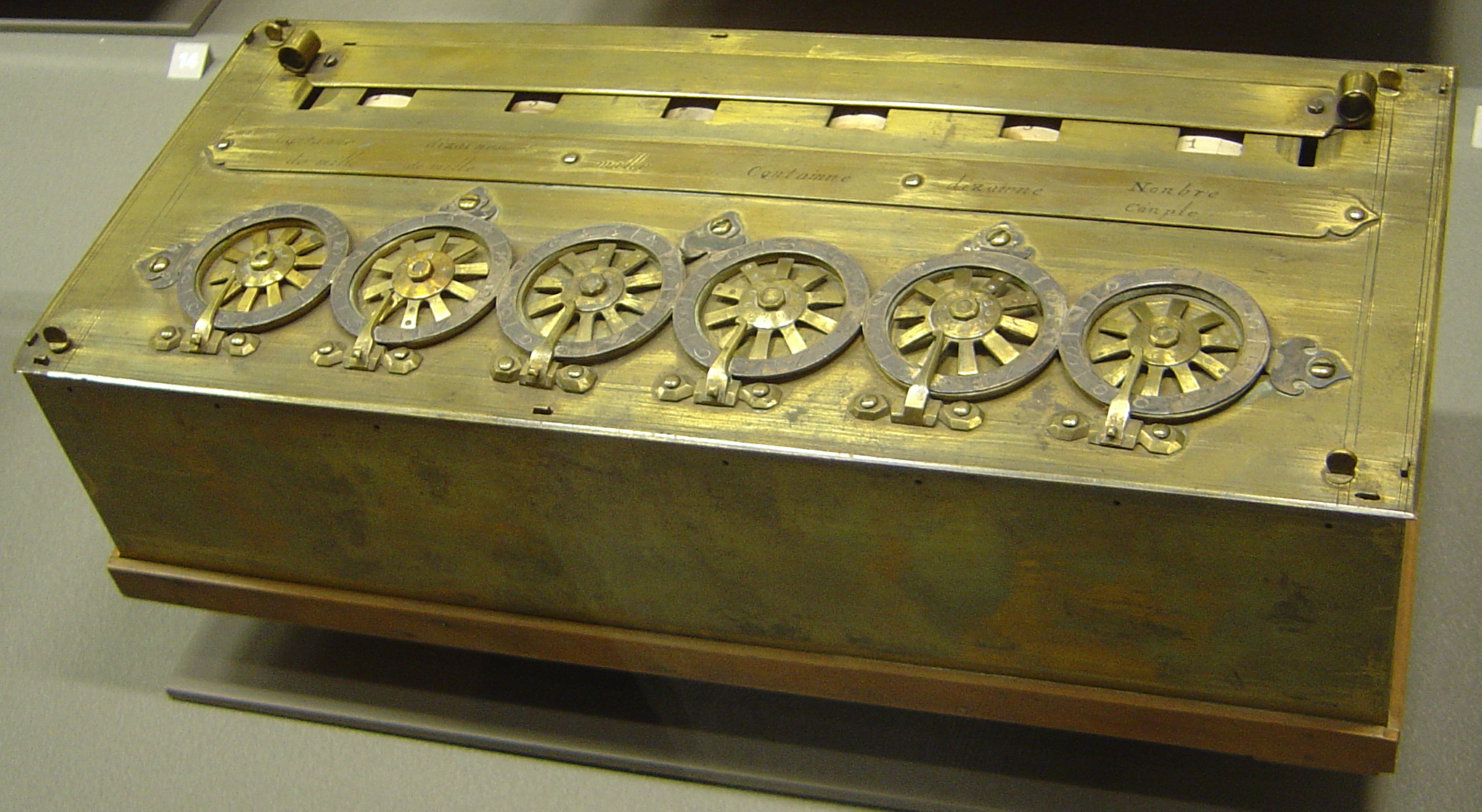
إحدى أوائل آلات باسكال الحاسبة

تعتبر هذه الآلة إحدى أوجه تقدم العلوم التطبيقية. إنها فعلا اكتشاف جدير بالاهتمام، فهو الذي أوصل الإنسانية إلى الحاسبات الحديثة وما يمكن أن تصل إليه في المستقبل. فقد وضع تصميمها ونفذ أول نموذج منها في روان سنة 1642 واستمر بعد ذلك لتسع سنوات في تطوير آلته، وهي آلة تقوم بإجراء عملية الجمع بشكل مباشر، أما الطرح فتتم بطريقة جمع المكمل العددي، إلا أن مرضه وعدم عثوره على مصمم ساعات كفء لم يمكنه من تنفيذ تصميم آليات الضرب والقسمة لآلته، لذلك كانت عمليات الضرب تتم بطريقة الجمع المتكرر، أما القسمة فتتم بطريقة الطرح المتكرر.

### الضغط الجوي
أراد باسكال إجابة سؤال كان يحير الفيزيائيين في زمانه. وهو لماذا يشير بارومتر تورشيلي الزئبقي دائما إلى 76 سم؟ وإذا استبدلنا الزئبق بالماء فإنه يشير إلى 10 متر؟!! وما هو السر خلف هذه الأرقام الثابتة التي لا تتغير. وقام باسكال بإعطاء قريب له وكان متسلق جبال بارومتر زئبقي وطلب منه أن يخبره ماذا سوف تكون قرائته عند قمة الجبل. ووجد متسلق الجبال أن البارومتر لا يشير إلى 76 سم بل إلى 66 سم. وهنا أدرك باسكال أن الأرقام ليست ثابتة ولكنها تعتمد على ضغط الغلاف الجوي. وكلما صعدنا إلى أعلى فكلما قلَّ الضغط حتى ينعدم.

## المزيد من القراءة
- دونالد آدمسون بليز باسكال: الرياضي والفيزيائي والمتفكر عن الله - Blaise Pascal: Mathematician, Physicist, and Thinker about God (1995) ISBN 0-333-55036-6
- دونالد آدمسون «آراء باسكال في الرياضيات والإلهيات» الرياضيات والإلهيات: دراسة تاريخية - "Pascal's Views on Mathematics and the Divine," Mathematics and the Divine: A Historical Study (eds. T. Koetsier and L. Bergmans. Amsterdam: Elsevier 2005), pp. 407–21.
- باسكال ورهان الأيمان http://eltawil.org/sciencewonders/?p=2112

## وصلات خارجية
- بليز باسكال على موقع الموسوعة البريطانية (الإنجليزية)
- بليز باسكال على موقع ميوزك برينز (الإنجليزية)
- بليز باسكال على موقع إن إن دي بي (الإنجليزية)
- بليز باسكال على موقع ديسكوغز (الإنجليزية)